# Merrie England
Merrie England – zbiór esejów o tematyce socjalistycznej autorstwa Roberta Blatchforda, opublikowany w 1893 pod pseudonimem „Nunquam”. Dzieło odegrało istotną rolę w popularyzacji idei socjalizmu w Wielkiej Brytanii końca XIX wieku. Pierwsze wydanie ukazało się w cenie jednego szylinga i osiągnęło światowy nakład przekraczający dwa miliony egzemplarzy.
Według historyka Gregory’ego Claeysa, wpływ książki na odbiorców był znacznie większy niż dzieła Karola Marksa – jak twierdził, „na każdego zwolennika pozyskanego przez Kapitał przypadało stu zdobytych przez Merrie England”. Natomiast historym John W. Osborne stwierdził, że nazwisko autora było w pewnym momencie bardziej rozpoznawalne w środowisku lewicowym, niż Marksa.
Publikacja spotkała się z licznymi polemicznymi odpowiedziami, wśród których wymienić można m.in.: Labour and Luxury: A Reply to 'Merrie England' autorstwa R. Nemo (1895) oraz England's Ruin, Or John Smith's Answer to Mr. Blatchford's Plea for Socialism Roberta Robertsa (1895).